# Realismo (idea política)

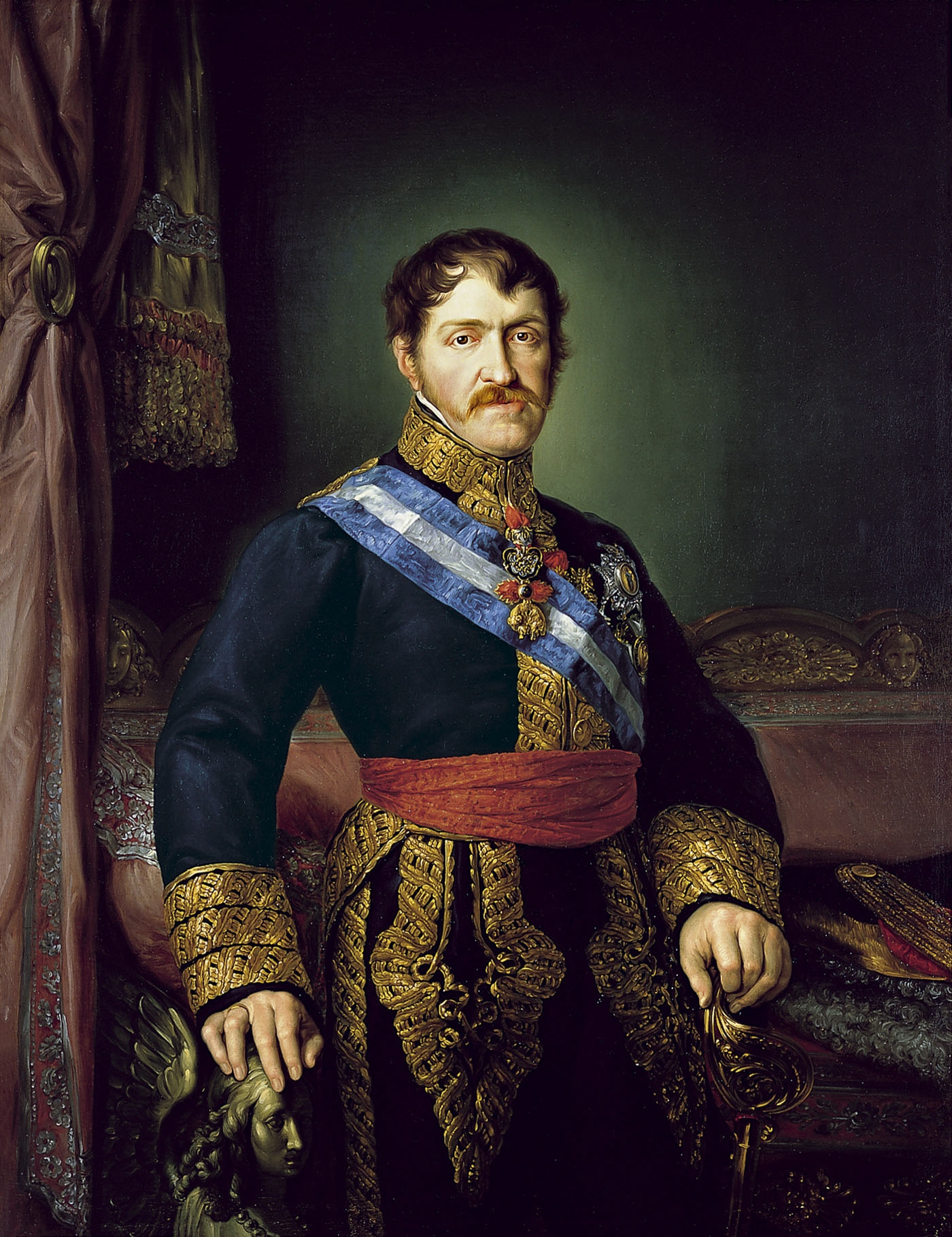
Carlos María Isidro de Borbón, pretendiente carlista al trono de España como Carlos V.

El realismo (del francés royalisme) es una idea política que defiende el establecimiento, conservación o restauración de un determinado tipo de monarquía, a diferencia del monarquismo, que los busca de cualquier clase de monarquía.
Se pueden distinguir cuatro tipos de realismo: 
- En un reino, se manifiesta apoyando el mantenimiento del monarca en el trono en contra de cualquier republicanismo.

- En un reino, también se puede mostrar defendiendo a un pretendiente al trono distinto al monarca reinante, tal y como pasó en España con los carlistas, que apoyaban al pretendiente Carlos María Isidro, en contra de la reina Isabel II o con los legitimistas en Francia, que defendían la subida al trono de Enrique de Burdeos mientras que el que reinaba era Luis Felipe I.

- En una república que haya perdido el status de reino, el realismo se manifiesta en favor del rey destronado, tal y como pasó en Francia con los vandeanos y los chuanes en 1793.

- En una república que no haya perdido el status de reino, el realismo se muestra a favor de un determinado (o varios) pretendientes al trono.